# Segni fissi
I segni fissi sono i segni dello zodiaco situati al centro di ciascuna stagione.

Grafico zodiacale, con i segni fissi indicati in verde.

## Rapporto con le stagioni
L'ingresso del Sole nei segni fissi avviene nel pieno centro delle quattro stagioni:
- Toro (21 aprile - 20 maggio[2]): segno di terra[1], è posto a metà della primavera.[3]
- Leone (23 luglio - 22 agosto[4]): segno di fuoco[1], è posto a metà dell'estate.[5]
- Scorpione (23 ottobre - 22 novembre[6]): segno d'acqua[1], è posto a metà dell'autunno.[7]
- Acquario (21 gennaio - 19 febbraio[8]): segno d'aria[1], è posto a metà dell'inverno.[9]

Trovandosi nel periodo di pieno svolgimento della stagione, tali segni sono anche definiti solidi.

## Qualità
Al segno fisso sono associate qualità di fermezza e stabilità nel proseguire i progetti.

## Posizione nelle case
I segni di Toro, Leone, Scorpione e Aquario corrispondono rispettivamente alla seconda, quinta, ottava e undicesima Casa: tali case sono dette "succedanee".
Il Toro risulta opposto allo Scorpione, così come il Leone è opposto all'Acquario.